# Вја Лода (Модена)
Вја Лода је насеље у Италији у округу Модена, региону Емилија-Ромања.
Према процени из 2011. у насељу је живело 33 становника. Насеље се налази на надморској висини од 46 м.